# František Čihák
František Čihák (23. dubna 1921 Unhošť – ?) byl český a československý politik Komunistické strany Československa, na počátku normalizace ministr průmyslu České socialistické republiky.

## Biografie
V letech 1942–1945 pracoval v podniku Poldi Kladno a v období let 1947–1950 v Československých závodech kovodělných a strojírenských. Vystudoval reálku v Kladně, abiturientský kurz při obchodní akademii v Rakovníku a pak Vysokou školu obchodní v Praze. V roce 1965 byl vyslán na studijní cestu do USA, kde absolvoval kurz marketingu. Od 50. let působil ve vládních úřadech. V období let 1951–1965 pracoval na ministerstvu strojírenství, v letech 1965–1968 byl náměstkem ministra těžkého průmyslu a v roce 1968 se stal náměstkem ministra národohospodářského plánování. V období let 1963–1965 pracoval v Státní mzdové komisi a Státním cenovém výboru, pak od roku 1965 v Státní komisi pro finance, ceny a mzdy.
Po provedení federalizace Československa byl 8. ledna 1969 jmenován členem české vlády Stanislava Rázla jako ministr průmyslu. Ve funkci setrval jen do září 1969 a v následující vládě již nezasedl.